# Adolfo Ruiz Cortines (Sinaloa)
Adolfo Ruiz Cortines es un rancho del norte del estado de Sinaloa en el noroeste . Es conocida comúnmente por solo Ruiz Cortines o simplemente Cortines. Actualmente es sede de su sindicatura homónima. El censo del 2010, realizado por el INEGI, reportó que tenía una población de 12978.

## Política
Las comisarías de la sindicatura de Cortines son:
- Cerro Cabezón
- Corerepe
- Jesús María
- Miguel Alemán
- Ruiz Cortines #2
- Ejido Rancho California
- Huitussito

## Demografía
Según el censo del 2010, Cortines tenía una población de 6,518 hombres y 6,460 mujeres, y una población total de 12,978 habitantes.

## Clima
Su temperatura media anual es de 24.7 °C. Se ha registrado una temperatura mínima anual de 16.5 °C y una máxima anual 32.9 °C, siendo la temporada más calurosa la que va de junio a septiembre. En el período de referencia, la precipitación pluvial promedio es 414 milímetros anuales, siendo los meses más lluviosos de julio a septiembre.
| Parámetros climáticos promedio de Ruiz Cortines | Parámetros climáticos promedio de Ruiz Cortines | Parámetros climáticos promedio de Ruiz Cortines | Parámetros climáticos promedio de Ruiz Cortines | Parámetros climáticos promedio de Ruiz Cortines | Parámetros climáticos promedio de Ruiz Cortines | Parámetros climáticos promedio de Ruiz Cortines | Parámetros climáticos promedio de Ruiz Cortines | Parámetros climáticos promedio de Ruiz Cortines | Parámetros climáticos promedio de Ruiz Cortines | Parámetros climáticos promedio de Ruiz Cortines | Parámetros climáticos promedio de Ruiz Cortines | Parámetros climáticos promedio de Ruiz Cortines | Parámetros climáticos promedio de Ruiz Cortines |
| Mes                                             | Ene.                                            | Feb.                                            | Mar.                                            | Abr.                                            | May.                                            | Jun.                                            | Jul.                                            | Ago.                                            | Sep.                                            | Oct.                                            | Nov.                                            | Dic.                                            | Anual                                           |
| ----------------------------------------------- | ----------------------------------------------- | ----------------------------------------------- | ----------------------------------------------- | ----------------------------------------------- | ----------------------------------------------- | ----------------------------------------------- | ----------------------------------------------- | ----------------------------------------------- | ----------------------------------------------- | ----------------------------------------------- | ----------------------------------------------- | ----------------------------------------------- | ----------------------------------------------- |
| Temp. máx. abs. (°C)                            | 39                                              | 39                                              | 38                                              | 41                                              | 42                                              | 44.5                                            | 44.5                                            | 43                                              | 42                                              | 44                                              | 38                                              | 39                                              | 44.5                                            |
| Temp. máx. media (°C)                           | 27                                              | 28.3                                            | 30.4                                            | 33.3                                            | 35.4                                            | 36.6                                            | 36.8                                            | 36.6                                            | 36.2                                            | 35.3                                            | 31.4                                            | 27.5                                            | 32.9                                            |
| Temp. media (°C)                                | 18.4                                            | 19.1                                            | 20.6                                            | 23.1                                            | 25.8                                            | 29.1                                            | 30.6                                            | 30.5                                            | 29.9                                            | 27.7                                            | 22.7                                            | 19                                              | 24.7                                            |
| Temp. mín. media (°C)                           | 9.7                                             | 10                                              | 10.9                                            | 12.9                                            | 16.2                                            | 21.6                                            | 24.4                                            | 24.3                                            | 23.7                                            | 20                                              | 13.9                                            | 10.6                                            | 16.5                                            |
| Temp. mín. abs. (°C)                            | 0.5                                             | 1.5                                             | 3.5                                             | 5                                               | 7.5                                             | 11                                              | 13                                              | 18                                              | 3.5                                             | 11                                              | 4.5                                             | 2                                               | 0.5                                             |
| Precipitación total (mm)                        | 16                                              | 8                                               | 4                                               | 1                                               | 1                                               | 7                                               | 78                                              | 112                                             | 103                                             | 33                                              | 30                                              | 22                                              | 414                                             |
| Fuente: Weatherbase                             |                                                 |                                                 |                                                 |                                                 |                                                 |                                                 |                                                 |                                                 |                                                 |                                                 |                                                 |                                                 |                                                 |

## Educación

### Educación media superior
- Cobaes 12 Profr. José Santos Partida
- Preparatoria U.A.S. Ruiz Cortines